# Kościół Chrystusa Króla w Dobiegniewie
Kościół pw. Chrystusa Króla w Dobiegniewie – rzymskokatolicki kościół filialny należący do parafii św. Józefa w Dobiegniewie.

## Historia
Dokładna data budowy świątyni nie jest potwierdzona źródłami. Jednak w oparciu o dostępne dane historyczne można założyć, że istniejący kościół został wzniesiony na miejscu świątyni z początku XIV wieku, zapewne tuż po pożarze w 1417 roku. Architektura kościoła pochodzi z czasów średniowiecza i XIX wieku. Świadczy o tym korpus nawowy reprezentujący styl późnogotycki i wieża w stylu neogotyckim. Od początku swojego istnienia świątynia była poświęcona Najświętszej Maryi Pannie, co potwierdza informacja ufundowania w 1336 roku ołtarza głównego dedykowanego tej patronce.
Od czasu budowy do 1534 roku był to kościół katolicki, który w czasie reformacji został przekształcony na kościół protestancki. W związku z tym zostało zmienione wyposażenie świątyni, które zostało dostosowane do nowej liturgii. Po tym jak w czasie pożaru w 1641 roku spaleniu uległa prawie cała zabudowa miasta i częściowo świątynia, rozpoczęto jej odbudowę, w którą zaangażował się sam elektor brandenburski Fryderyk Wilhelm. 
Po zakończeniu prac w 1647 roku został zamontowany nowy ołtarz ufundowany m.in. przez rody von Koppen i von Bornstedt. W 1652 roku została ukończona odbudowa wieży. Po ponownym pożarze w 1710 roku została zbudowana nowa wieża, która została zakończona w 1859 roku. Projekt zbudowanej wieży został zatwierdzony przez samego króla Fryderyka Wilhelma IV Pruskiego.
Podczas II wojny światowej świątynia nie została zniszczona. Po wojnie została przejęta przez parafię rzymskokatolicką i poświęcona w dniu 1 listopada 1946 roku.